# رأس عسير (محافظة)
رأس عسير المعروف سابقا باسم غواردافوي - جاردافوي هي من احدي محافظات في أرض البنط التي تقع في شمال الشرق في الصومال . إنها مقاطعة إدارية في بونت لاند تم إنشاؤها في عام 2013 وتم اقتطاعها من محافظة باري. سميت باسم مارينكا جاردافول قناة (مضيق رأس عسير). يعمل معظم السكان المحليين كصيادين على طول ساحل (بحر رأس عسير) باددا جاردافول. عاصمتها علولة.

## ملخص
في 20 يوليو 2013 ، وافق مجلس النواب على أن تصبح منطقة رأس عسير تاسع المحافظات في بنت لاند. وفي الوقت نفسه ، تم تعيين ممثلي رأس عسير في منصب النائب الثالث لوزير الأمن ونائب وزير العدل في أرض البنط.  عاصمتها علوله  وحاكمها موسى صالح. 
بسبب عدم الوضوح فيما يتعلق بحدود المحافظات ، فإن رأس عسير في نزاع مع بارجال حول السيطرة على ميناء بينا الصغير. 
20 يوليو 2023 ، وافق برلمان بونتلاند بالإجماع على تغيير اسم منطقة غواردافوي في أقصى شرق البلاد، والتي سيتم الآن الاعتراف بها رسميًا باسم منطقة رأس عسير. وقد حظي هذا القرار بتأييد جميع البرلمانيين الحاضرين البالغ عددهم 43 عضوًا، حيث لم يصوت أي عضو في برلمان ضد التغيير أو امتنع عن التصويت.